# 181
Het jaar 181 is het 81e jaar in de 2e eeuw volgens de christelijke jaartelling.

## Gebeurtenissen

### Italië
- De 19-jarige Commodus voert economische hervormingen door en trekt het Romeinse leger terug tot aan de Donau. Om de vrede te bewaren, schenkt hij geld aan de Marcomannen en Sarmaten.

### Brittannië
- Lucius Artorius Castus wordt benoemd tot praefectus legionis van Legio VI Victrix in Brittania. Hij krijgt de taak om de Muur van Hadrianus te beschermen tegen invallen van de Picten.

## Geboren
- Han Xiandi, keizer van het Chinese Keizerrijk (overleden 234)
- Zhuge Liang, Chinees strateeg en eerste minister (overleden 234)